# Мерескин, Александр Павлович
Алекса́ндр Па́влович Мере́скин (3 декабря 1987, Москва, СССР) — российский хоккеист, центральный нападающий.

## Карьера
Воспитанник хоккейной школы ЦСКА. В юношестве играл за столичные «Крылья Советов» и «Спартак». Первую половину сезона 2006/2007 он провёл в команде Высшей лиги «Молот-Прикамье». За 19 матчей в составе пермяков Александр набрал лишь два балла за результативность. Оставшуюся часть сезона он доигрывал уже в «Нефтянике» из Лениногорска, в котором уже набрал 24 (14+10) очка в 32 играх. Следующий сезон Мерескин также провёл в составе лениногорцев. Он стал самым результативным в составе своей команды, набрав 54 (23+31) очка.
Сезон 2008/2009 Мерескин начал в клубе КХЛ «Лада», но в составе закрепится не смог. Большую часть сезона он провёл в «Южном Урале», в котором сумел набрать 22 (8+14) очка в 27 матчах. Следующий год он полностью провёл в «Южном Урале». Сезон 2010/2011 Мерескин начал в клубе «Крылья Советов», а заканчивал в лидирующей команде ВХЛ «Торос». Вместе с командой он дошёл до полуфинала «Братины», где уступил будущему победителю лиги — «Рубину».
22 августа 2011 года подписал контракт с новокузнецким «Металлургом». В свой первый сезон в составе «Кузни» он набрал 9 (7+2) очков в 35 матчах. Перед следующим сезоном был назначен новым капитаном «Металлурга».
В августе 2021 года стал начальником команды «Адмирал». Таким образом, завершил карьеру в 33 года.

## Статистика
| Легенда | Легенда                    | Легенда | Легенда                   | Легенда | Легенда    |
| ------- | -------------------------- | ------- | ------------------------- | ------- | ---------- |
| И       | Количество проведённых игр | Штр     | Штрафное время            | +/−     | Плюс-минус |
| Г       | Голы                       | П       | Голевые передачи          | О       | Очки       |
| -       | Статистика неизвестна      | —       | Статистика не учитывалась |         |            |

### Клубная карьера
- a В «Плей-офф» учитывается статистика игрока в Кубке Надежды.